# Krzysztof Aleksander Janczak
Krzysztof Aleksander Janczak, né le 1er mai 1983 à Varsovie, est un compositeur de musique contemporaine et de musique de film polonais.

## Biographie
De 2002 à 2006 Krzysztof Aleksander Janczak fait ses études à l'Institut de Musicologie de l'Université de Varsovie. Diplômé en 2007, il obtient la Bourse artistique du Gouvernement français pour poursuivre ses études à l'École normale de musique de Paris, dans la classe de composition et d'orchestration de Michel Merlet - Grand Prix de Rome et élève d'Olivier Messiaen. En 2008, il obtient le diplôme de composition et le diplôme d'orchestration à l'unanimité avec félicitations du jury, et en 2009 il obtient le diplôme supérieur d'orchestration.
Krzysztof A. Janczak a obtenu les prix et distinctions de plusieurs festivals et concours de composition, entre autres : Festival international du Film a Lodz en 2004 et en 2008 ; la « Croix d'argent du Mérite », décoré par le Président de la République polonaise ; les 2e et 3e prix au Concours international de composition « Musique du jardin » à Cracovie en 2007 puis le Premier prix en 2008 ; une mention honorable au Festival de musique contemporaine « La Vitre d'argent» à Cracovie en 2006 ; le Premier Prix du Concours international de composition Handel-Inspired à Londres en 2007 ; une mention honorable au Festival international du film de Rome en 2008 ; le Premier Prix du Festival de musique contemporaine « La Vitre d'argent » de Cracovie en 2008 ; finaliste au Concours international de composition organisé par l'Orchestre symphonique du Loiret Saint-Jean-de-la-Ruelle en 2009 et un Premier Prix au Festival international « Eyes & Ears of Europe » à Munich en 2009.
Il a également obtenu plusieurs bourses artistiques : Bourse du Gouvernement français (2007/2008 et 2008/2009) ; Bourse de la Fondation Andrzej Szczypiorski de l'Association ZaiKS (2007 et 2008) ; Bourse de l'École normale de musique de Paris (Fondation Zygmunt Zaleski) en 2009 ; Bourse d'études de la Fondation internationale Nadia Boulanger et Lili Boulanger (2009/2010).

## Œuvres
- 2003 - 6 Ostinatos (piano)
- 2003 - Six Tangos (saxophone alto, saxophone baryton, violon, violoncelle, clavecin, guitare basse, et percussion)
- 2004 - Symphonie des Insurgés de Varsovie (orchestre symphonique)
- 2004 - Trois Danses (quintette à vent)
- 2006 - Les Labyrinthes (piano)
- 2006 - Tableaux de Katyn (deux pianos)
- 2006 - TGV (clarinette, violon, violoncelle, accordéon et piano)
- 2006 - La lettre à un ami (flûte ou violon et piano)
- 2006 - Les Six Saisons (orchestre à cordes et saxophone alto)
- 2007 - Le Tombeau d'Händel (orgue)
- 2007 - La Sorcière (piano, celeste, deux hapes, grosse caisse, quatuor à cordes et tape)
- 2007 - Les Voyages de Gulliver dans les contrées lointaines (accordéon et big band)
- 2007 - Assenzio e Anguria (orchestre symphonique)
- 2007 - Pater Noster (soprano et quatuor à cordes)
- 2007 - Danses Chocholiques (orchestre à cordes)
- 2007 - Tableaux d'Enfants d'après Stanislaw Wyspianski (piano)
- 2008 - Fantasia No. 1 (piano)
- 2008 - Moments musicaux (flûte, violon, violoncelle et piano)
- 2008 - Message de Monsieur Cogito (baritone et orchestre)
- 2008 - Tatra danse (alto ou violoncelle seul)
- 2008 - La musique d'argent (flûte, deux pianos et violoncelle)
- 2008 - Cendrillon (orchestre)
- 2009 - Préludes Nos. 1-6 (piano)
- 2009 - De profundis (chœur)
- 2009 - 24 Variations sur le thème de Michel Merlet (deux pianos)
- 2009 - Misterium - La vie de Saint Paul (chœur et orchestre symphonique)
- 2009 - 24 Variations pour 6 solistes (flûte, clarinette basse, piano violon, alto et violoncelle)
- 2009 - Petit Boléro (orchestre symphonique)
- 2010 - La Suite de la Lune (piano)
- 2010 - Trois Tableaux (flûte, clarinette basse, piano violon, alto et violoncelle)
- 2010 - Danses d'après Henri Matisse (orchestre à cordes et piano)
- 2010 - Trois Vertigos (orchestre à cordes et piano)
- 2010 - Sextuor Hypnotique (sextuor à cordes)
- 2010 - Ballade No. 1 (piano)
- 2010 - Vertigo (piano)
- 2010 - Prélude (quatre flutes)
- 2010 - Day Seasons (soprano et orchestre)
- 2011 - The Clockwork Music [20 morceaux] (quatuor de saxophones, violon, accordéon et contrebasse) [Album]
- 2011 - Clockwork Préludes (accordéon chromatique)
- 2011 - Clockwork Saxophones (quatuor de saxophones)
- 2011 - Trois Fugludés (quatuor de saxophones, violon, accordéon et guitare basse)
- 2011 - Six Curieusques (saxophone soprano et quatuor à cordes ou piano)
- 2011 - Camino de Santiago (orchestre et chœur d'hommes)
  - I.) Vobiscum In Via Eximus [texte: Andrzej Zajac OFMConv]
  - II.) Revelationes Coelestes [texte: Ave Maria]
  - III.) Musica De Celtae (Musique celtique)
  - IV.) Revelationes Coelestes [texte: Recordare]
  - V.) In Fine Viae [texte: Sanctus]

## Discographie
- 2006 – Symphonie des Insurgés de Varsovie
- 2006 – Les Labyrinthes
- 2006 – Phantasmagorias
- 2007 – Handel-Inspired
- 2008 – Antti Manninen plays Prokofiev, Scriabin, Janczak, Albeniz
- 2009 – Northern Lights
- 2009 – Misterium - Life of Saint Paul
- 2010 – Le Cirque de la Lune
- 2011 – Early Piano Works
- 2011 – The Clockwork Music
- 2011 – Romantic Impressions for piano by Francisco K. Hernández
- 2012 – Camino de Santiago
- 2012 – Dans les pas de Marie Curie (Original Motion Picture Soundtrack)
- 2012 – Piandemonium
- 2013 – Spider and Flies (Original Motion Picture Soundtrack)
- 2013 – Cargo 3 (Original Game Soundtrack)
- 2014 – Team (Original Motion Picture Soundtrack)
- 2015 – Hydropolis (Original Motion Picture Soundtrack)
- 2015 – Our Friend Satan (Original Motion Picture Soundtrack)
- 2017 – Ave Maria
- 2017 – Stolen Harvest (Original Motion Picture Soundtrack)
- 2021 : Firebird de Peeter Rebane (en) (Original Motion Picture Soundtrack)

## Récompenses
- 2004 - Têtard d’or au Festival international du film Camerimage à Łódź
- 2006 - Croix d'argent du Mérite, décoré par le Président de la République polonaise - Lech Kaczyński
- 2006 - Mention honorable au Concours de musique contemporaine « la Vitre d’argent » Cracovie
- 2006 - 2e Prix au IIIe Concours international de composition « Musique du jardin » à Cracovie
- 2007 - 1er Prix du Concours international de composition « Handel-Inspired » à Londres
- 2008 - Têtard de bronze et Panavision Prix au Festival international du film Camerimage à Łódź
- 2008 - 1e Prix au Concours de musique contemporaine « la Vitre d’argent » Cracovie
- 2008 - Mention honorable au Concours de musique contemporaine « la Vitre d’argent » Cracovie
- 2008 - 1e Prix du Concours international de composition « Musique du jardin » à Cracovie
- 2009 - Finaliste au Concours international de composition organisé par l'Orchestre symphonique du Loiret à Saint-Jean-de-la-Ruelle
- 2009 - 1e Prix au Festival international « Eyes & Ears of Europe » à Munich
- 2010 - Silver Prize au Festival international « PromaxBDA Europe Awards » à Lisbonne
- 2010 - Golden Prize au Festival international « EBUconnect Awards » à Lucerne
- 2010 - Silver Prize (1e catégorie) au Festival International « PromaxBDA World Awards » à Los Angeles
- 2010 - Silver Prize (2e catégorie) au Festival international « PromaxBDA World Awards » à Los Angeles
- 2010 - Red Dot : Best of the Best Award « Red Dot Awards » à Berlin
- 2010 - 1er Prix (1re catégorie) au Concours de musique contemporaine « la Vitre d’argent » Cracovie
- 2010 - 1e Prix (3e catégorie) au Concours de musique contemporaine « la Vitre d’argent » Cracovie
- 2011 - 3e Prix au Concours international de composition « Musique du jardin » à Wrocław
- 2011 - Gold World Medal au « New York Festivals » World’s Best TV & Films à New York
- 2011 - 3e Prix au Transatlantyk Film Music Competition « Young Composer 2011 » à Poznań[1]
- 2011 - Mention Spéciale - SoundTrack_Cologne 8.0 « European Talent Award 2011 » Cologne[2]
- 2011 - Prix Spécial de Universal Music - SoundTrack_Cologne 8.0 « European Talent Award 2011 » Cologne[2]

## Écrits
- La facture de Visions Fugitives 0p. 22 de Sergueï Prokofiev (mémoire de licence), Institut de musicologie de l'Université de Varsovie, Varsovie, 2007.
- La relation de la musique et des paroles dans Veni Creator Spiritus de la Symphonie nº 8 de Gustav Mahler (mémoire de maîtrise), Institut de musicologie de l'Université de Varsovie, Varsovie 2019.

## Sources
- (pl) Cet article est partiellement ou en totalité issu de l’article de Wikipédia en polonais intitulé « Krzysztof Aleksander Janczak » (voir la liste des auteurs).